# The Glorias
The Glorias è un film del 2020 diretto da Julie Taymor.
La pellicola, adattamento cinematografico del libro My Life on the Road, scritto da Gloria Steinem, narra le vicende della stessa Steinem, femminista, attivista, giornalista e scrittrice statunitense.

## Produzione
Il progetto viene annunciato nell'ottobre 2018; la protagonista Gloria Steinem viene interpretata da varie attrici nel corso della sua vita: Alicia Vikander dai 20 ai 40 anni, Julianne Moore dopo i 40, Lulu Wilson in età adolescente e Ryan Kiera Armstrong da bambina.
Le riprese del film sono iniziate nel gennaio 2019 a Savannah.
Il budget del film è stato di 20 milioni di dollari.

## Promozione
Il primo trailer del film è stato distribuito il 3 settembre 2020.

## Distribuzione
Il film è stato presentato al Sundance Film Festival 2020 il 26 gennaio e distribuito negli Stati Uniti su Prime Video a partire dal 30 settembre 2020.
In Italia è stato trasmesso per la prima volta il 21 luglio 2021 su Sky Cinema Due.